# Olio di semi di mais

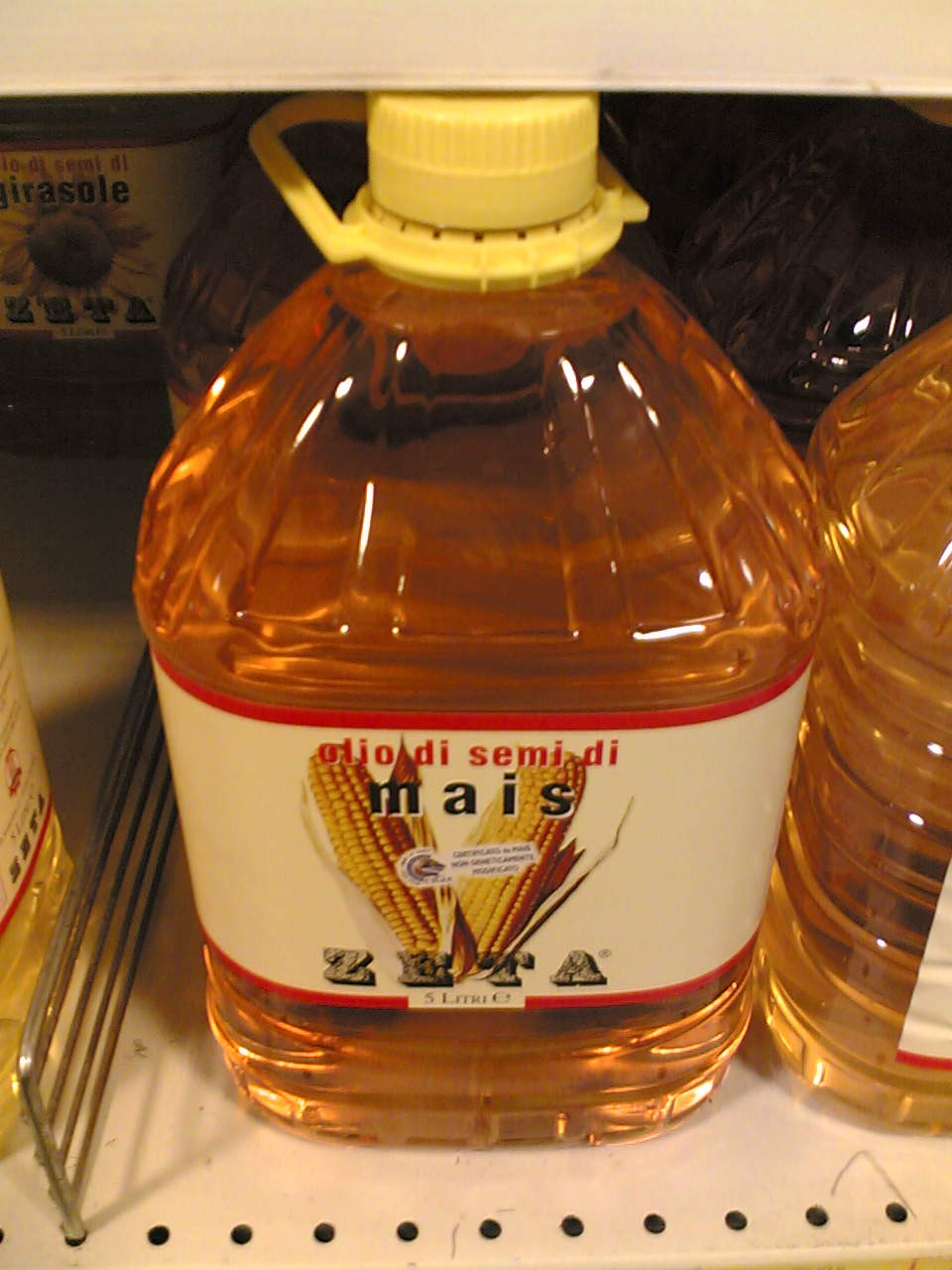
Olio di semi di mais

L'olio di semi di mais è un olio estratto dai germi dei semi di Zea mays, una graminacea originaria dell'America centrale, coltivata anche in Italia. Ha una composizione simile all'olio di girasole, molto ricco di acido linoleico e vitamina E. L'olio raffinato è considerato uno dei più pregiati per la sua stabilità all'ossidazione, nonostante l'alto grado di insaturazione. È impiegato come olio da tavola, da cucina e anche nella fabbricazione delle margarine, previa parziale idrogenazione.

## Produzione
La resa della estrazione di olio dalla granella di mais è particolarmente bassa (2-5%) ed è economicamente sostenibile solo considerando l'olio una sottoproduzione della farina e degli amidi. Il ciclo produttivo dell'olio di mais richiede la separazione in appositi mulini o centrifughe dei germi che possono contenere dal 20 al 40% di oli dalla granella. L'estrazione dell'olio avviene a pressione e/o con solvente.
| I maggiori produttori di olio di semi di mais nel 2018 | I maggiori produttori di olio di semi di mais nel 2018 |
| Paese                                                  | Produzione (tonnellate)                                |
| ------------------------------------------------------ | ------------------------------------------------------ |
| Stati Uniti                                            | 1.707.600                                              |
| Cina                                                   | 483.700                                                |
| Brasile                                                | 145.548                                                |
| Sudafrica                                              | 83.700                                                 |
| Giappone                                               | 82.503                                                 |
| Italia                                                 | 69.300                                                 |
| Francia                                                | 67.900                                                 |
| Belgio                                                 | 64.700                                                 |
| Canada                                                 | 62.300                                                 |
| Turchia                                                | 53.000                                                 |
| Argentina                                              | 46.800                                                 |

## Composizione
In tutti gli oli vegetali la composizione può variare in funzione della cultivar, delle condizioni ambientali, della raccolta e della lavorazione. 
L'olio di mais è composto prevalentemente da trigliceridi con la seguente distribuzione tipica di acidi grassi, come indicato nel Codex Alimentarius.
| Composizione tipica dell'olio di semi di mais | Composizione tipica dell'olio di semi di mais | Composizione tipica dell'olio di semi di mais |
| --------------------------------------------- | --------------------------------------------- | --------------------------------------------- |
| acido grasso                                  | Notazione Delta                               | concentrazione/(min-max)%                     |
| acido laurico                                 | 12:0                                          | 0-0,3                                         |
| acido miristico                               | 14:0                                          | 0-0,3                                         |
| acido palmitico                               | 16:0                                          | 8,6–16,5                                      |
| acido palmitoleico                            | 16:1Δ9c                                       | 0–0,5                                         |
| acido margarico                               | 17:0                                          | 0-0,1                                         |
| acido eptadecenoico                           | 17:1Δ10c                                      | 0-0,1                                         |
| acido stearico                                | 18:0                                          | 0–3,3                                         |
| acido oleico                                  | 18:1Δ9c                                       | 20–42,2                                       |
| acido linoleico                               | 18:2Δ9c,12c                                   | 34–65,6                                       |
| acido α-linolenico                            | 18:3Δ9c,12c,15c                               | 0–2                                           |
| acido arachico                                | 20:0                                          | 0,3– 1                                        |
| acido gadoleico                               | 20:1Δ11c                                      | 0,2– 0,6                                      |
| acido eicosadienoico                          | 20:2Δ11c,14c                                  | 0– 0,1                                        |
| acido beenico                                 | 22:0                                          | 0–0,5                                         |
| acido erucico                                 | 22:1Δ13c                                      | 0–0,3                                         |
| acido lignocerico                             | 24:0                                          | 0–0,5                                         |

L'alta concentrazione di acidi grassi polinsaturi e monoinsaturi lo renderebbe particolarmente suscettibile all'ossidazione se non fosse molto alta la concentrazione di tocoferoli e tocotrienoli, tra le più alte rilevabili in oli vegetali.
| concentrazione rilevata su oli non raffinati | concentrazione rilevata su oli non raffinati |
| Sostanza                                     | mg/kg                                        |
| -------------------------------------------- | -------------------------------------------- |
| Tocoli totali                                | 330-3720                                     |
| Alfa-tocoferolo                              | 23-573                                       |
| Beta-tocoferolo                              | 0-356                                        |
| Gamma-tocoferolo                             | 268-2468                                     |
| Delta-tocoferolo                             | 23-75                                        |
| Alfa-tocotrienolo                            | 0-239                                        |
| Gamma-tocotrienolo                           | 0-450                                        |
| Delta-tocotrienolo                           | 0-20                                         |